# Cryptocephalus nubigena
Cryptocephalus nubigena là một loài bọ cánh cứng trong họ Chrysomelidae. Loài này được Franz miêu tả khoa học năm 1982.